# 蔡宏道
蔡宏道（1918年—），男，浙江东阳人，中国临床检验学家、环境卫生学家、医学教育家，曾任中国环境科学学会副理事长。